# Glæsiþúfa
Glæsiþúfa är en kulle i republiken Island. Den ligger i regionen Austurland, 400 km nordost om huvudstaden Reykjavík. Toppen på Glæsiþúfa är 283 meter över havet.
Det finns inga samhällen i närheten.